# 金藤英夫
金藤 英夫（かねとう ひでお、旧姓・石橋、1886年〈明治19年〉2月6日 - 1977年〈昭和52年〉10月27日）は、日本の実業家、政治家。金藤家第12代当主。

## 経歴
島根県簸川郡平田町（のちの平田市、現・出雲市）生まれ。石橋孫八の五男、あるいは八男。石橋正彦の弟。金藤秀四郎の養子、あるいは金藤米太郎の養子となる。また金藤シミの入夫となる。
松江中学校、第五高等学校を経て、1913年に東京帝国大学法科大学独法科を卒業。米子製鋼所支配人、米子銀行常務取締役、赤江村長などをつとめる。

## 人物
宗教は真宗、仏教。書画、骨董に親しむ。趣味は運動、政治。住所は島根県能義郡赤江村東赤江（現・安来市）。

## 家族・親族
金藤家
- 初代・市兵衛茂基（1557年 - 1654年） - 生地は備中国阿哲郡金藤（のち岡山県阿哲郡大佐町金藤、現・新見市）で、代々たたら製鉄を業とした[5]。成長すると鍛冶連中を率いて諸国に商売をする[5]。タテ挽き鋸を鍛造し、木材を薄板として大量生産販売して成功[5]。松江白潟本町に店舗を構える[5]。
- 2代・五兵衛（1616年 - 1677年）[5]
- 3代・市兵衛（1633年 - 1699年） - 「小板屋」として成功して貯えた資本を水田開発に投資することを決心[5]。東赤江村才下に定住[5]。
- 4代・市兵衛（1675年 - 1731年）[5]
- 5代・傳右衛門茂賀（1714年 - 1784年） - 毎年のように氾濫する富田川の水を治め、寺下、武嶺の沼沢地に60町歩の美田を開拓し、100軒余の農家を養い、松江藩より下郡（したごうり）に任命される[5]。下郡（したごうり）とは各郡に1名あり、農民代表として殿様より任命されていた[5]。大庄屋ともいった[5]。
- 6代・友右衛門恒之（1743年 - 1806年） - 下郡職をつとめる[5]。
- 7代・權左衛門茂富（1764年 - 1821年） - 伯父倉敷善左衛門下郡職をつとめ、權左衛門は與頭職をつとめる[5]。
- 8代・唯三郎茂種（1799年 - 1863年） - 下郡職上座をつとめる[5]。
- 9代・健蔵（1820年 - 1874年） - 天野新三郎下郡職を明治までつとめ、健蔵は與頭職をつとめる[5]。
- 10代・秀四郎[4][6]（1848年 - 1912年） - 『島根県管内耕宅地反別地価壱万円以上持丸長者一覧表』によると、「段別・29町1反5畝歩、地価・10009円余」である[12]。
  - 同妻・キソ（平田町、石橋長衛の娘）[5]
- 11代・米太郎（1868年 - 1900年）[5]
- 妻・シミ（1900年 - ?、島根、金藤米太郎の長女）[1][7][8]
- 長男[4]
- 二男[4]
- 長女[4]
- 二女[4]
- 三女[4]

親戚
- 実父・石橋孫八（農業、衆議院議員、地主）
- 実兄・石橋正彦（農業、島根県多額納税者、平田町長）
- 姉の夫・坂口豊蔵（米子製鋼所社長、米子銀行副頭取、製糸業）
- 2代目坂口平兵衛（衆議院議員、坂口合名会社・代表社員会長）